# おのぼり物語
『おのぼり物語』（おのぼりものがたり）は、カラスヤサトシによる4コマ漫画作品。『まんがくらぶ』（竹書房）にて2007年1月号から2008年10月号まで連載。単行本は全1巻（竹書房、2008年9月）。カラスヤサトシが上京して漫画家として本格的に活動しはじめるまでを描いた自伝的作品である。
2010年に映画化された。

## 概要
作者は大学在学中にマンガ家としてデビューし、卒業後は会社勤めとマンガ家の兼業をこなすが、会社を辞めてマンガ家に専念しようとした矢先、作品を連載していた雑誌が休刊となる。大阪で派遣の傍ら漫画を執筆するが、2002年、29歳の時上京を決意。西東京市にアパートを借り、ほとんど仕事のない状態でモラトリアムの日々を送る。その後、住んでいたアパートが急に取り壊されることになったり、父親がガンで他界するなどの経験を経て、やがて漫画家としての仕事が軌道に乗り始める。

## 単行本
- カラスヤサトシ『おのぼり物語』竹書房、2008年9月17日発売、ISBN 978-4812468739

## 映画
2010年7月17日公開の4コマ漫画を原作とした青春ドラマ。毛利安孝監督は長編デビュー作となる第一回監督作品。ミュージカル等で活躍する井上芳雄の長編映画初主演作品。キャッチコピーは「そうだ、東京へ行こう…」、「マンガ家志望の青年が東京で右往左往する物語」。
ヒロインは実在の作者の友人をモデルにしているが、編集者に恋愛的な要素を入れるよう要求されて入れたネタであって、恋愛を予感させるような関係ではなかったという。また作者がワンシーン、カメオ出演している。
リピーターキャンペーンとしてポスタープレゼント。メガネドラッグとのタイアップキャンペーンとして映画半券で商品割引のサービスが実施。
ヒューマントラストシネマ有楽町ほか初日2館（以降全国4館）でロードショー。ぴあ初日満足度ランキングでは第5位となっている。

### ストーリー
大阪から東京に上京してきた売れない漫画家・片桐聡は、上京1週間で連載誌が休刊し、貧乏な漫画家から無職になってしまった。そんな折、カメラマンを目指すも、アシスタント止まりの野島由美子から連絡が来る。2人はそれぞれ出版社に売り込みに行くものの、うまくいかない。アパートからも立ち退きを迫られたりと踏んだり蹴ったりの中、父親に癌が見つかったと連絡が来た…。

### キャスト
- 片桐聡[注釈 2]（カラスヤストシ） - 井上芳雄
- 野島由美子（高校時代の同級生） - 肘井美佳
- 片桐章雄（聡の父） - チチ松村
- 片桐景子（聡の母） - キムラ緑子
- 片桐ゆきの（聡の姉） - 佐伯日菜子
- 田淵稔（アパートのオーナー） - 哀川翔（愛情出演）
- 小野賢一（担当編集者） - 八嶋智人
- 咲本（編集担当者） - 松永京子
- 城島（アパートの住人） - 水橋研二
- 智子 - 河井青葉
- 吉岡靖代 - 占部房子
- チャンス山崎（漫画家） - 徳井優
- 不動産屋 - 江口のりこ

### スタッフ
- 監督 - 毛利安孝
- 原作 - カラスヤサトシ『おのぼり物語』（竹書房刊）
- 脚本 - 毛利安孝、村田亮
- 音楽プロデューサー -HΛL
- プロデューサー - 伊藤明博、堤静夫、村田亮
- 製作 - 『おのぼり物語』製作委員会（竹書房、パルコ、アールグレイフィルム、東映ラボ・テック、望月印刷、スタジオエビス、フェイスデザイン）
- 製作プロダクション - アールグレイフィルム
- 配給 - 東京テアトル

### 主題歌
Sonic Generation『彩空』